# Баунатал
Баунатал (њем. Baunatal) град је у њемачкој савезној држави Хесен. Једно је од 29 општинских средишта округа Касел. Према процјени из 2010. у граду је живјело 27.738 становника. Посједује регионалну шифру (AGS) 6633003.

## Географски и демографски подаци
Баунатал се налази у савезној држави Хесен у округу Касел. Град се налази на надморској висини од 210 метара. Површина општине износи 38,3 km². У самом граду је, према процјени из 2010. године, живјело 27.738 становника. Просјечна густина становништва износи 725 становника/km².

## Међународна сарадња
| Мјесто                      | Држава    | Врста сарадње | Од    |
| --------------------------- | --------- | ------------- | ----- |
|                             | Француска | партнерство   | 1983. |
| Сан Себастијан де лос Рејес | Шпанија   | партнерство   | 1990. |
|                             | Чешка     | партнерство   | 1991. |
| Извор                       |           |               |       |